# Cyrtodactylus metropolis
Espèce
Cyrtodactylus metropolis est une espèce de geckos de la famille des Gekkonidae.

## Répartition
Cette espèce est endémique du Selangor en Malaisie péninsulaire. Elle se rencontre sur le massif des grottes de Batu.

## Publication originale
- Grismer, Wood, Onn, Anuar & Muin, 2014 : Cyrts in the city: A new Bent-toed Gecko (Genus Cyrtodactylus) is the only endemic species of vertebrate from Batu Caves, Selangor, Peninsular Malaysia. Zootaxa, no 3774 (4), p. 381–394.